# Joan Carles Bellviure Simón
Joan Carles Bellviure Simón (Vinaròs, Baix Maestrat, 11 d'octubre de 1963) és un actor, escriptor i director de teatre valencià criat a Mallorca.
Nascut a la ciutat valenciana de Vinaròs (Baix Maestrat), és diplomat per l'École Internacional de Théatre Jacques Lecoq de París (1992-1994) i resideix a la capital francesa. Com a actor ha treballat amb directors com ara Toni Albà, Marine Benech, Alain Mollot o Pere Fullana, entre d'altres.
És membre fundador, el 1985, del grup Iguana Teatre de Palma, i d'Hermanos Llonovoy. És també patró de la Fundació Teatre del Mar. Com a director ha col·laborat amb diversos espectacles a l'Aula de Teatre de la Universitat de les Illes Balears.
Va iniciar la seva carrera com a director el 1996, a França. El 2002 estrenà "Història(es)" al Teatre Principal de Palma. Va codirigir "Seqüències", el 2007, per la qual el 2008 va rebre el "Premi Teatre Principal de Textos Dramàtics" en la seva edició de 2008.
Pel que fa a les obres de creació, el seu treball s'ha centrat en l'escriptura d'obres dramàtiques. Ha publicat l'obra "L'equivocació d'Elies Ll" (1998), que va rebre el premi Teatre Principal del 1996, i és autor també de "L'Exprés de les Onze i Deu", "Història(es)" i del guió del curtmetratge "Rissaga". L'any 2010 va presentar la seva obra Camarada K al Teatre Tantarantana, amb bona resposta de públic i critica, inspirada en la vida i obra de l'avantguardista rus Daniïl Kharms (1905-1942).

## Obra recent
- Seqüències, (2007), espectacle co-dirigit amb Biel Jordà, Pere Fullana i Rafel Duran
- Residents
- Camarada K, (2010), adaptació de textos de Daniïl Kharms.[7]
- L'actor en desequilibri (octubre 2010), Teatre del Mar, Palma.[8] El 2011, Edicions Teatre del Mar ha publicat l'obra en format llibre.[9]